# Lliga dels Pirineus d'handbol femenina 2006
La VII Lliga dels Pirineus femenina (en francès, 7ème Ligues de Pyrenées feminine) fou la setena edició de la competició. Se celebrà el 2 i 3 de setembre de 2006 al Pavelló Andreu Aixalà d'Alcarràs i fou coorganitzada per la Lliga del Llanguedoc-Rosselló, i la Federació Catalana d'Handbol. Hi participaren quatre equips, el Graphic Sound Lleida i l'Esportiu Castelldefels, per part catalana, i l'HB Cercle Nimes, vigent campió, i el Sun Al Bouillargues, per part occitana. La competició es disputà en format d'eliminació directa, amb semifinals, final i partit pel tercer i quart lloc.
Es proclamà campió el Graphic Sound Lleida, que guanyà a la final a l'Esportiu Castelldefels per 31 a 19 i aconseguí el seu segon títol de la Lliga dels Pirineus.

## Resultats
|  | VII Lliga dels Pirineus femenina • Alcarràs - 2006 • 2 i 3 de setembre |

|  | Semifinals             | Semifinals            |    |                 | Final                  | Final |
|  |                        |                       |    |                 |                        |       |
|  |                        |                       |    |                 |                        |       |
|  | Esportiu Castelldefels | 29                    |    |                 |                        |       |
|  | HB Cercle Nîmes        | 25                    |    |                 |                        |       |
|  |                        |                       |    |                 |                        |       |
|  |                        |                       |    |                 |                        |       |
|  |                        |                       |    |                 | Esportiu Castelldefels | 19    |
|  |                        | Associació Lleidatana | 31 |                 |                        |       |
|  |                        |                       |    |                 |                        |       |
|  |                        |                       |    |                 |                        |       |
|  |                        |                       |    |                 | Tercer lloc            |       |
|  |                        |                       |    |                 |                        |       |
|  | Associació Lleidatana  | 25                    |    | HB Cercle Nîmes | 16                     |       |
|  | Bouillargues           | 21                    |    |                 | Bouillargues           | 35    |

## Classificació final
| Classificació final | Classificació final    |
| ------------------- | ---------------------- |
| 1r                  | Associació Lleidatana  |
| 2n                  | Esportiu Castelldefels |
| 3r                  | Sun AL Bouillargues    |
| 4t                  | HB Cercle Nîmes        |

| Campió de la Lliga dels Pirineus 2004 |
| ------------------------------------- |
| Graphic Sound Lleida Segon títol      |